# Histoire des chemins de fer belges

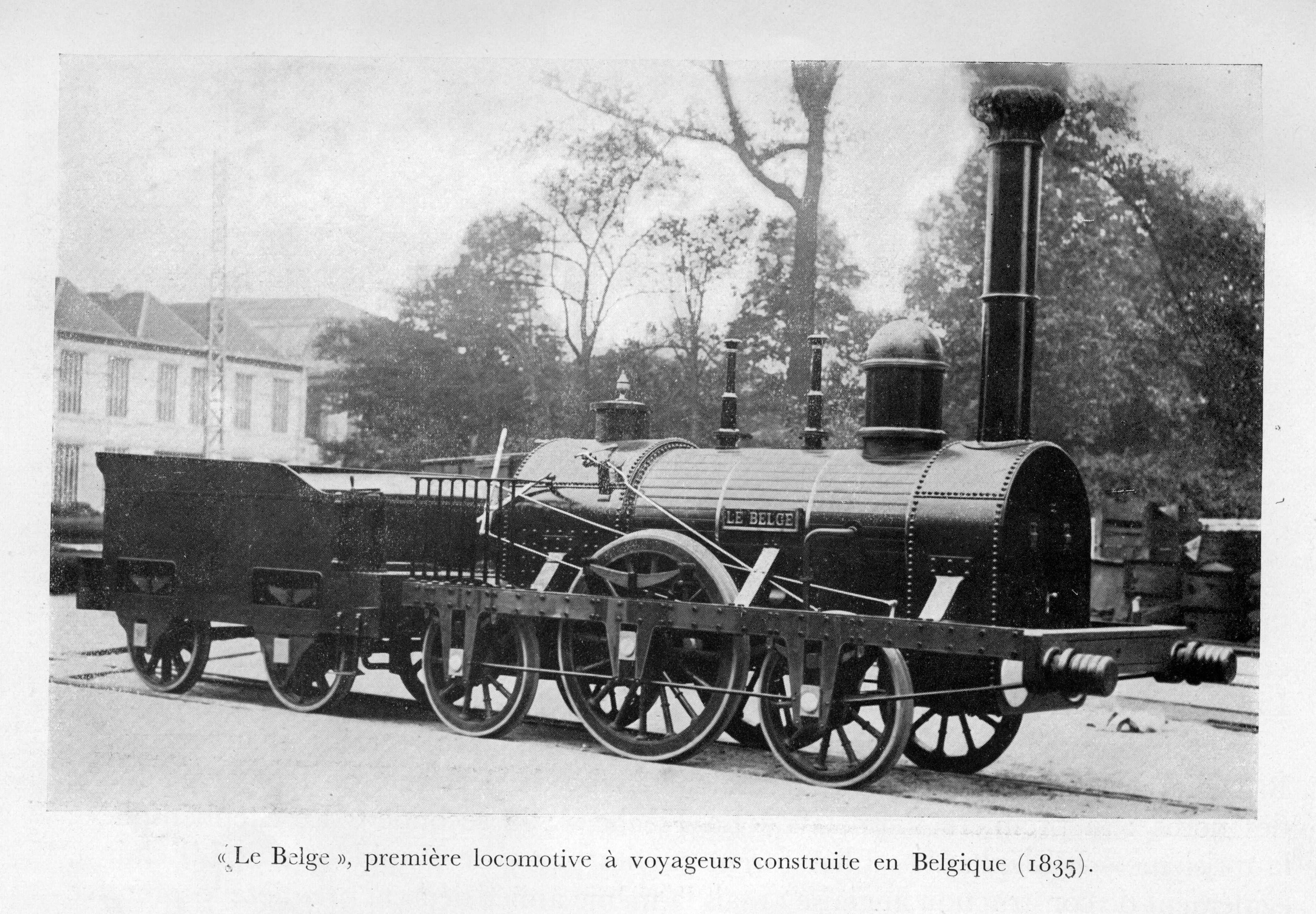
La locomotive Le Belge, la première à être produite par l'industrie belge.

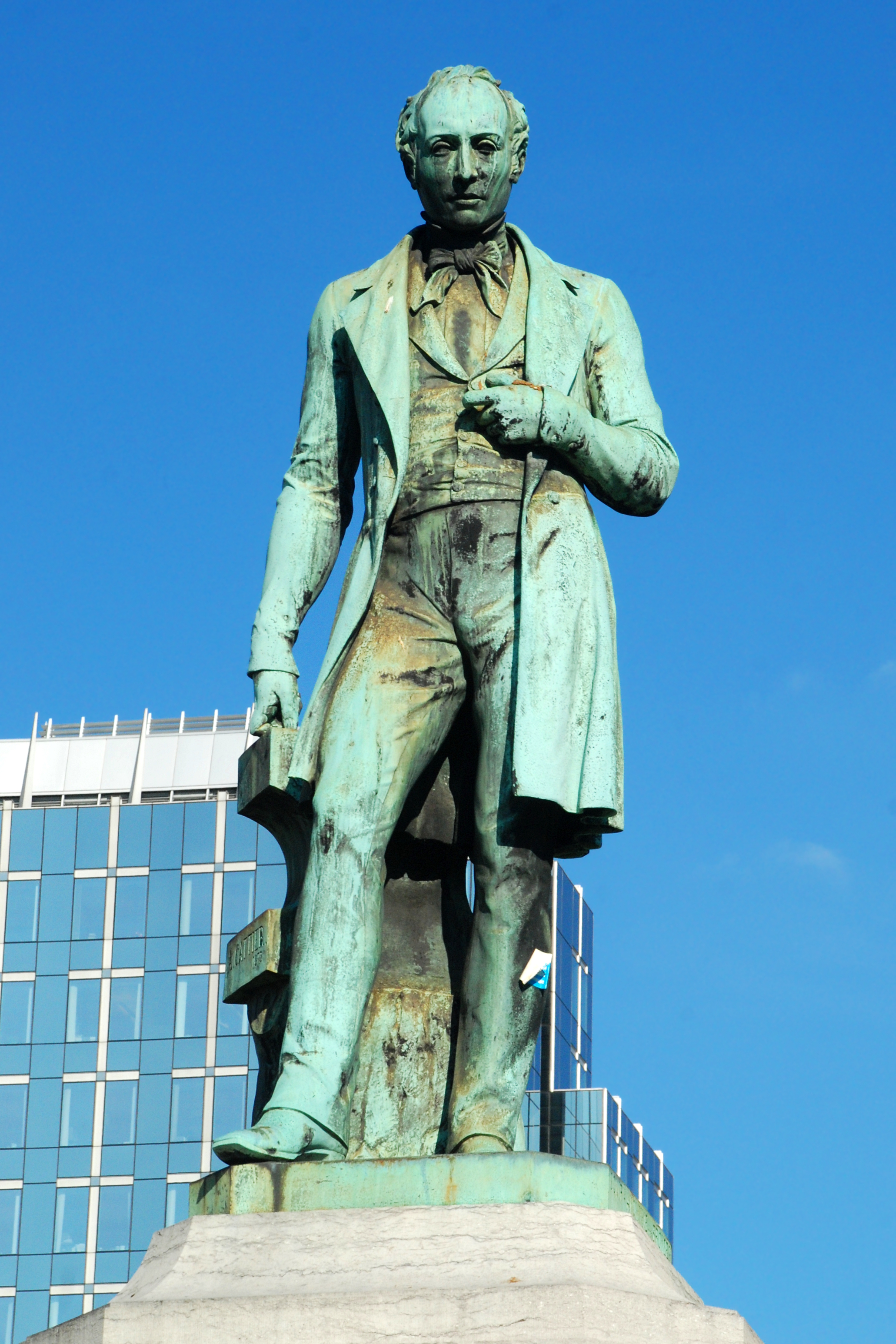
John Cockerill.

L'histoire des chemins de fer belges reprend les différentes avancées du transport ferroviaire en Belgique, deuxième pays européen à établir une ligne de chemin de fer, le 5 mai 1835 entre Malines et Bruxelles. Toutefois, l'histoire débute lors de la période néerlandaise, un peu avant l'indépendance de la Belgique, en 1829.

## Les origines
Dès 1808 on voit apparaître des rails servant à faciliter le transport de charges lourdes dans la Fonderie Royale de Canons de Liège, les wagons étant alors poussés par les hommes. En 1829, John Cockerill tenta d'obtenir une concession auprès du roi du royaume uni des Pays-Bas pour relier Bruxelles à Anvers, sans succès.
Peu de temps après la constitution de la Belgique et sa séparation avec les Pays-Bas en 1830, un débat s'ouvre sur l'opportunité de créer des lignes de chemins de fer publiques et d'y utiliser la locomotive à vapeur récemment mise au point en Angleterre. Il est en effet question de rompre avec le transport par voie d'eau, qui était le canal de communication promu par le "roi commerçant" Guillaume Ier des Pays-Bas. Or, ces canaux débouchent sur le territoire de l'ex tutelle néerlandaise, qui barra notamment l'accès au port d'Anvers jusqu'à la rédaction du traité des XXIV articles en novembre 1831 et l'armistice qui en découla. L'infrastructure routière était à l'époque assez développée, avec plus de 3 000 km de routes, mais celles-ci n'avaient qu'un usage limité puisque le seul moyen de traction était l'animal, ce qui limitait sérieusement les volumes transportés par rapport à la voie d'eau et présentait un coût bien plus élevé.
Le sillon Sambre et Meuse, avec les bassins industriels de Charleroi et de Liège, est également menacé d'asphyxie. Une alternative devait donc être trouvée pour pérenniser l'économie de la jeune nation. En 1831, plusieurs hypothèses sont à l'étude pour relier Anvers à la Prusse, sous la supervision de Théodore Teichmann, puis des ingénieurs Simons et De Ridder. Cette ligne est jugée prioritaire car elle dessert les régions proches de la nouvelle frontière, et qui la subissent donc le plus. La relation la plus directe et la moins accidentée (précurseur de l'actuel Rhin d'acier) est abandonnée car elle dessert des zones moins peuplées. En outre les Pays-Bas réclament le Limbourg oriental (Maastricht et Venlo) qu'il est donc préférable d'éviter.
Le 15 février 1832, le Conseil des ministres mandate T. Teichmann, devenu ministre de l'intérieur ad interim, pour rédiger les appels d'offres relatifs à la pose d'une ligne de chemin de fer entre Anvers (tout de même préférée à Ostende malgré le risque associé au transit par les Pays-Bas) et l'Allemagne.
Devant l'absence de motivation du secteur privé pour cette relation et des tergiversations au sein de la classe politique sur l'opportunité de confier une infrastructure stratégique au secteur privé (et particulièrement à la puissante Société générale de Belgique), on décide sous l'impulsion de Charles Rogier, nouveau ministre de l'intérieur, que l'État construira et administrera ce futur réseau. Le ministre confie la tâche à deux jeunes ingénieurs Gustave De Ridder et Pierre Simons. L'ossature du réseau forme une étoile dont Malines est le centre. Là s'embranchent des lignes desservant les Flandres occidentale et orientale d'une part, et le Hainaut via Bruxelles de l'autre, celle-ci pouvant être prolongée vers la France.
La décision tombe au terme d'un débat parlementaire sous forme d'une loi adoptée le 1er mai 1834,. De Ridder et Simons se mettent au travail et en moins de deux mois, l'État a commandé les locomotives et le matériel de voie au Royaume-Uni et attribué les marchés de travaux publics. Le premier coup de pioche est donné le 20 juin et les premiers essais sont menés en ligne avant la fin de l'année.
Le 5 mai 1835, on inaugure la première ligne de chemin de fer en Belgique, entre Malines et Bruxelles, la même année les tronçons Malines – Anvers et Malines - Termonde sont également mis en service. Les premières locomotives mises en service furent importées de Grande-Bretagne et conçues par Stephenson. Elles tractaient des wagons à banquettes et des diligences. Ces machines furent baptisées Pijl, la Flêche, Olifant, l’Éléphant et Stephenson en l’honneur bien sûr de son concepteur. Au retour de Malines sur le trajet inaugural, l’Olifant tira jusqu’à 30 wagons.
Le 30 décembre 1835 la locomotive à vapeur « Le Belge » est mise en service sur la ligne. C'est la première machine construite en Belgique, elle a été réalisée par les ateliers John Cockerill de Seraing sous licence Robert Stephenson and Company,.
L’arrêté royal du 1er septembre 1838 réglemente les tenues de service et le 31 mars 1840, par arrêté ministériel, est créée une masse d’habillement afin de fournir l'uniforme, à des conditions avantageuses, aux agents de condition modeste. Cet arrêté détermine les catégories du personnel astreint au port de l’uniforme, fixe les modèles des tenues de service, les prix et les délais requis pour leur renouvellement. Ce système sert de modèle : en 1865, la participation à la masse d’habillement fut étendue à tous les fonctionnaires et employés des administrations centrales du département des Travaux publics, du corps des Ponts et Chaussées, du corps des Mines, des Chemins de fer, Postes et Télégraphes. Ces agents portaient le même uniforme, avec des insignes propres à leur administration .
En 1838, Jean-Baptiste Masui est nommé ingénieur en chef de première classe de l'administration des chemins de fer. La direction générale des chemins de fer et des ponts et chaussées lui sera conférée par disposition royale le 24 janvier 1850. La Société nationale des chemins de fer belges (SNCB) est créée par la loi du 23 juillet 1926.
En 1840, Jean-Henri Regnier-Poncelet commence sa production de locomotives à vapeur dans ses ateliers de la Société de Saint-Léonard à Liège.
En 1842, la locomotive Crampton, inventée par Thomas Russell Crampton, arrive en Belgique. Les premières locomotives roulèrent entre Liège et Namur à 100 km/h. 
Fin 1843, le réseau atteint 559 km.

## Une expansion fulgurante

### Premier noyau de lignes construites par l’État
Le premier volet du projet ferroviaire prévoyait donc un réseau en étoile charpenté autour de la ligne Anvers - Liège - Prusse avec au départ de Malines une branche vers Gand et Ostende et une autre vers Bruxelles et la France. Très vite toutefois, le Hainaut et d'autres régions industrielles réclamèrent un accès au réseau ferré afin de pouvoir écouler leur production.
Si le financement de l'étoile initiale par l'État Belge avait été acquis au terme d'un débat parlementaire disputé (qui prévoyait notamment que la compagnie publique des Chemins de fer de l'État belge s'autofinance, tout en gardant la possibilité d'avantager les services d'intérêt national), il n'entrait pas dans les priorités de l'État de financer seul l'infrastructure nécessaire pour quadriller tout le pays. Le potentiel de rentabilité ayant été prouvé par les lignes de l'État, on sollicita des investisseurs privés pour prendre en concession la construction et/ou l'exploitation des diverses lignes planifiées par un gouvernement qui avait saisi dès l'indépendance que l'infrastructure de communication serait le moteur du développement économique.
La première ébauche du réseau ferroviaire belge comportait un réseau en étoile de quatre branches rayonnant autour de Malines vers les quatre points cardinaux du pays.
- vers Louvain, Liège et la frontière allemande (inaugurée de 1837 à 1843)
- vers Gand, Bruges et Ostende (inaugurée de 1837 à 1838)
- vers Braine-le-Comte, Mons et la frontière française (inaugurée de 1840 à 1842)
- vers Anvers ou Bruxelles (inaugurée de 1835 à 1836)

Des branches exploitées par l’État vinrent se rajouter à ce réseau en étoile entre 1839 et 1844.
- de Braine-le-Comte à Manage, Charleroi et Namur
- de Gand à Lichtervelde, Courtrai, Mouscron et Tournai
- de Landen à Saint-Trond

### Les concessions privées

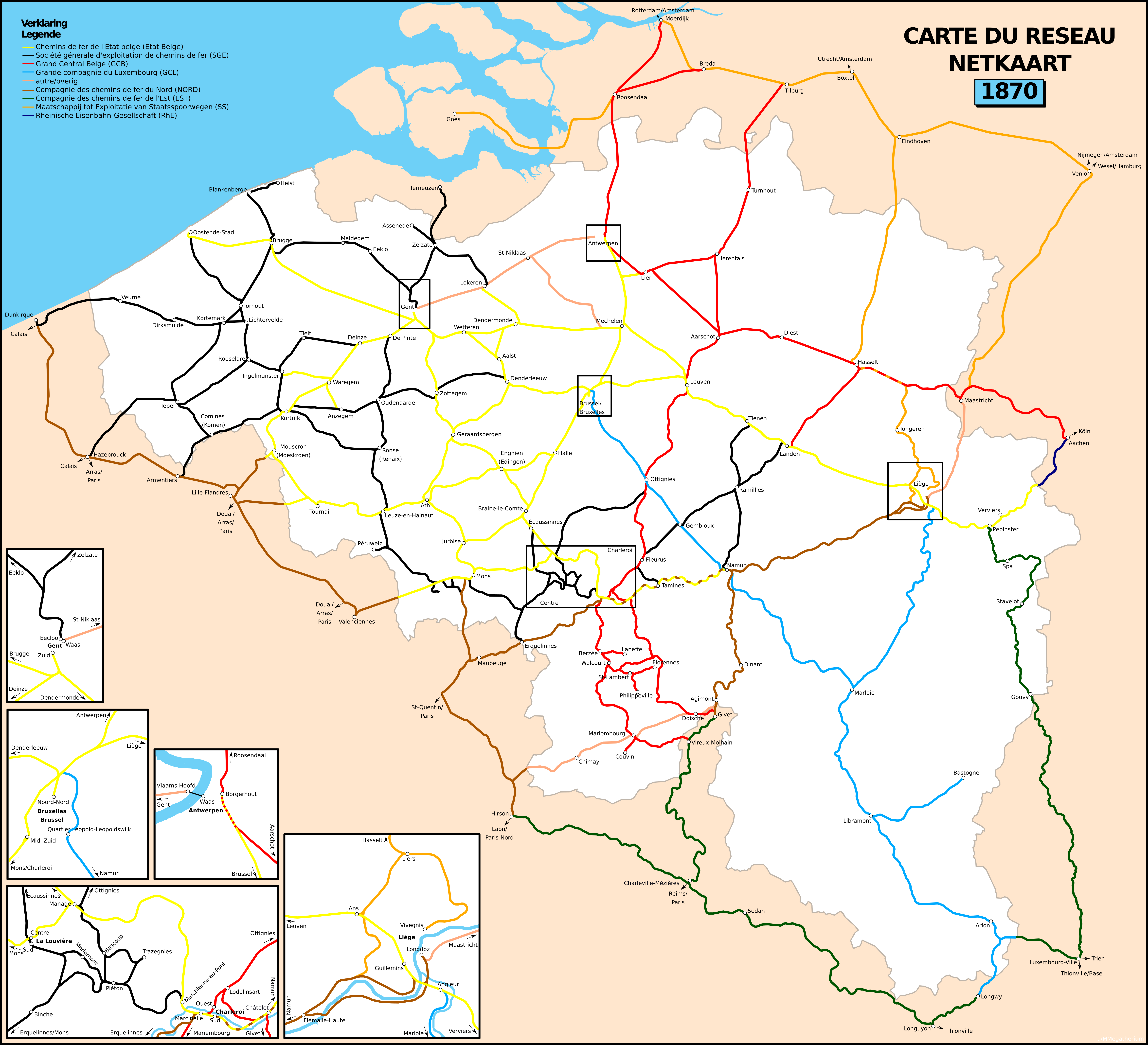
Carte du réseau belge en 1870.

Les grandes villes des différentes provinces (à l'exception du Limbourg et du Luxembourg) sont désormais reliées au rail et à partir de 1842, ce réseau s'étoffa progressivement avec des lignes, principalement privées mais parfois exploitées par l’État belge.
Les lignes privées étaient concédées à des compagnies privées par le Gouvernement afin d'en assurer la construction et, dans un certain nombre de cas, l'exploitation.
Entre la fin des années 1840 et 1870, l'État ne construira même pas 50 km de lignes (essentiellement des embranchements pour compléter son réseau)
- Tielt - Lichtervelde
- Kontich - Lier
- Bruxelles - Louvain

À l'inverse, les concessions privées seront très nombreuses et comprendront des lignes importantes comme la ligne du Luxembourg (exploitée par la Grande Compagnie du Luxembourg), la ligne Liège - Namur (exploitée par le Nord-Belge) et la ligne Hal - Tournai (construite par deux compagnies privées mais exploitée par l’État).
À l'origine, les infrastructures des compagnies privées étaient faiblement interconnectées. Elles répondaient principalement à des besoins d'envergure locale (par exemple entre une région d'extraction et l'industrie de transformation à proximité qui était installée à proximité des cours d'eau). La concurrence et les alliances qui s'étaient établies entre compagnies ne permettaient pas toujours une desserte cohérente, surtout pour le trafic voyageurs (ainsi, il existait par exemple à Florennes, carrefour des compagnies actives dans l'entre Sambre et Meuse, plusieurs gares reliées entre elles par un service de diligence assurant correspondance des différents trains). L'État veillait toutefois en permanence à ce que l'initiative privée rencontre l'intérêt commun. Ainsi intervient-il non seulement en soutien des opérateurs en difficulté, mais il facilite également l'adoption du rail en construisant des infrastructures secondaires à ce dernier (notamment en développant un réseau routier convergeant vers les gares).

### La reprise par l’État

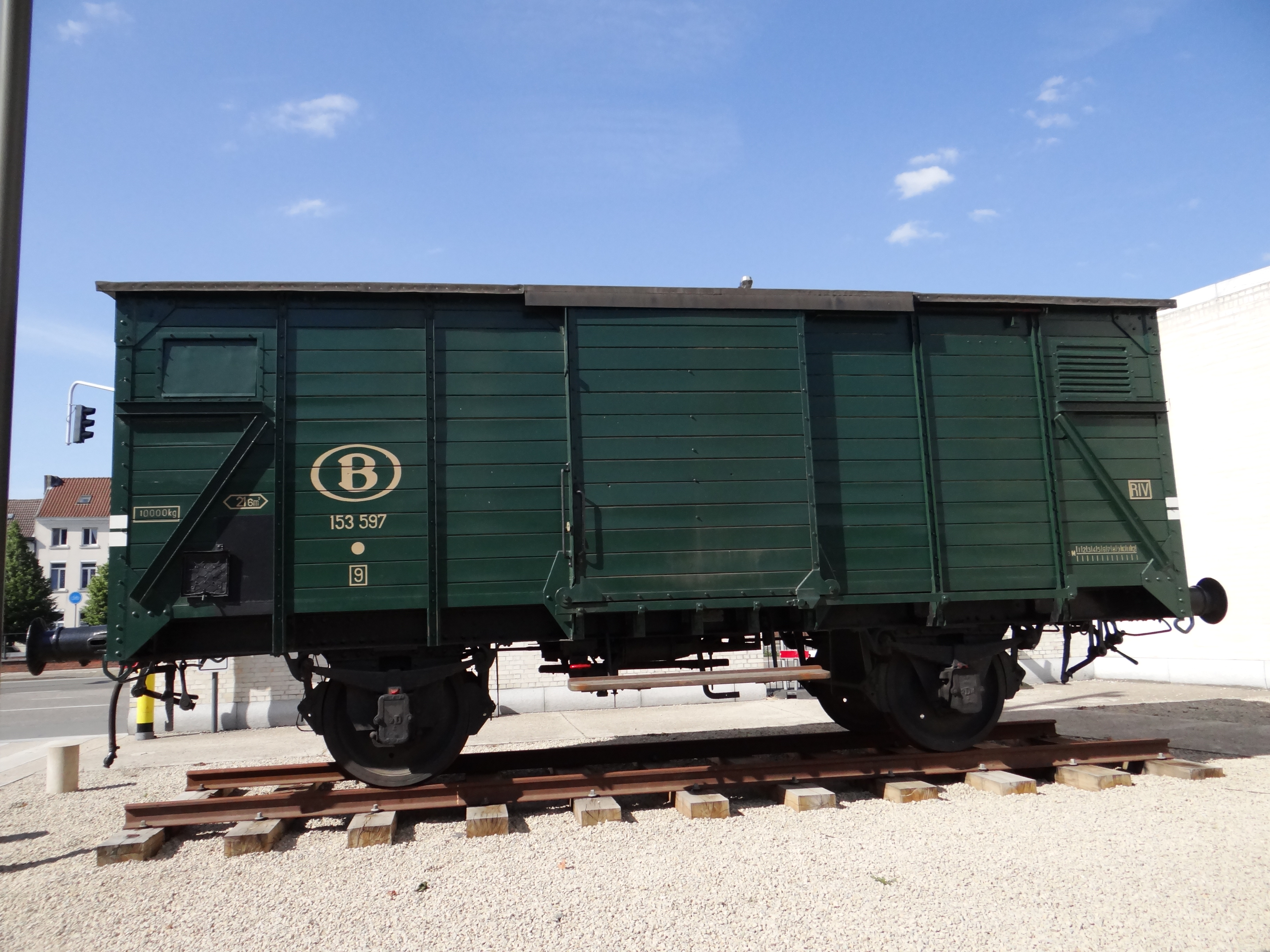
Wagon SNCB utilisé comme monument en mémoire de la déportation des juifs.

L’État belge avait déjà dû reprendre l'exploitation de certaines concessions avant 1870 soit parce que leur exploitant était acculé à la faillite, soit lorsqu'une ligne présentait un intérêt stratégique (par exemple la ligne La Louvière - Mons) mais le développement des lignes privées mais aussi le rachat de compagnies privées entre elles ou leur fusion s'était poursuivi sans entrave de l’État.
En 1866, le fonctionnement des concessions fut rationalisé par l’État de manière à garantir un service minimal aux régions traversées, des tarifs unifiés et la possibilité pour l’État de construire ou concéder des lignes concurrentes.
En 1869, dans un contexte tendu qui débouchera sur la Guerre franco-prussienne de 1870, l'annonce du rachat imminent de la Grande Compagnie du Luxembourg par la compagnie française des Chemins de fer de l'Est qui possédait déjà la ligne de jonction grand-ducale suscita l'inquiétude du Gouvernement. En effet, celui-ci redoutait que la Belgique ne perde le contrôle de son réseau ferré, que le monopole de deux compagnies françaises (le Nord et l'Est) sur plusieurs lignes importantes ne nuise aux industries et charbonnages belges et que, si la rivalité franco-prussienne venait à dégénérer en guerre, la Belgique soit impliquée malgré sa neutralité dans un conflit armé.
Une loi fut votée en urgence qui interdisait toute cession de concession ferroviaire belge à des intérêts étrangers et, pour mettre fin à la division du réseau, l’État racheta prestement la plupart du réseau de la Société Générale d'Exploitation (une des grandes compagnies belges), entama des procédures pour le rachat de la Grande Compagnie du Luxembourg (qui fut conclu en 1873) et nationalisa d'autres lignes dont la partie belge de la Jonction grand-ducale.
À partir de la fin des années 1870 et jusqu'à la fin du XIXe siècle, la crise étant passée et le rachat des concessions privées s'avérant très onéreux, la reprise par l’État de l'ensemble des lignes privées n'était plus prioritaire et l’État accorda de nouvelles concessions qui ne portaient que sur la construction et la perception de rentes sur les trains qui y seraient exploités par l’État.
De 1896 à 1913, l’État racheta à nouveau plusieurs compagnies privées ou concessions de chemin de fer de sorte qu'il ne restait plus que quelques compagnies privées qui seront nationalisées durant la première moitié du XXe siècle. Les dernières concessions exploitées par l’État seront quant à elles rachetées dans les années 1920.
- Le chemin de fer de Gand à Terneuzen (1930)
- Le Nord-Belge (1940)
- Société Anonyme du Chemin de Fer International de Malines à Terneuzen (1946)
- La compagnie de Chimay (1948)

### Transformations du pays
Outre l'acheminement des biens, la révolution industrielle vit l'émergence d'une industrie grande consommatrice de main d'œuvre. D'autant plus que malgré l'explosion des villes, le tissu industriel assécha rapidement les réserves de main d'œuvre alors que les zones rurales profitaient peu du développement économique. Aussi, un trafic quotidien d'ouvriers s'installa entre les villes industrielles et l'arrière-pays, qui s'étendit ensuite avec l'apparition de déplacements hebdomadaires à plus longue distance pour des ouvriers qui passaient la semaine à l'usine et rentraient au pays le weekend. Ainsi en 1869, proposa-t-on à ces ouvriers des abonnements au tarif particulièrement démocratique qui firent les beaux jours des trains de troisième classe entre la Flandre et la Wallonie[réf. souhaitée].
Enfin, le développement du rail alla de pair avec celui des services postaux et télégraphiques qui y gagnèrent en qualité de service et en étendue de la desserte. Avant l'indépendance en effet, les services postaux desservaient uniquement les villes et communes les plus importantes, sans toujours offrir une levée quotidienne des envois. En outre, sur les lignes les moins fréquentées, le service postal pouvait être assuré par les agents des chemins de fer durant les périodes creuses. Le télégraphe quant à lui fut rapidement mis à profit pour assurer la sécurité des circulations ferroviaires, spécifiquement sur les lignes à voie unique. L'accès aux particuliers permettant d'engranger quelques recettes afin d'amortir plus rapidement cette infrastructure.
Cette expansion accompagnera la première révolution industrielle (celle de la mécanisation et de la vapeur) et prendra fin avec le premier conflit mondial. À cette époque, la Belgique compte 4 500 km de lignes ferrées du "grand" chemin de fer, doublées par un réseau quasi équivalent de lignes vicinales, soit une densité d'environ 300 m de voie par km2. L'étendue du réseau routier est également d'environ 9 000 km.
Au lendemain de ce conflit, le rail devra partager le marché du transport avec la route. Délaissée près d'un siècle plus tôt lors de l'apparition du chemin de fer (à défaut de moyen de traction économique), elle profitera pleinement des progrès de la motorisation à explosion, initiant un certain déclin du réseau ferré (et in fine la disparition quasi complète des chemins de fer vicinaux).

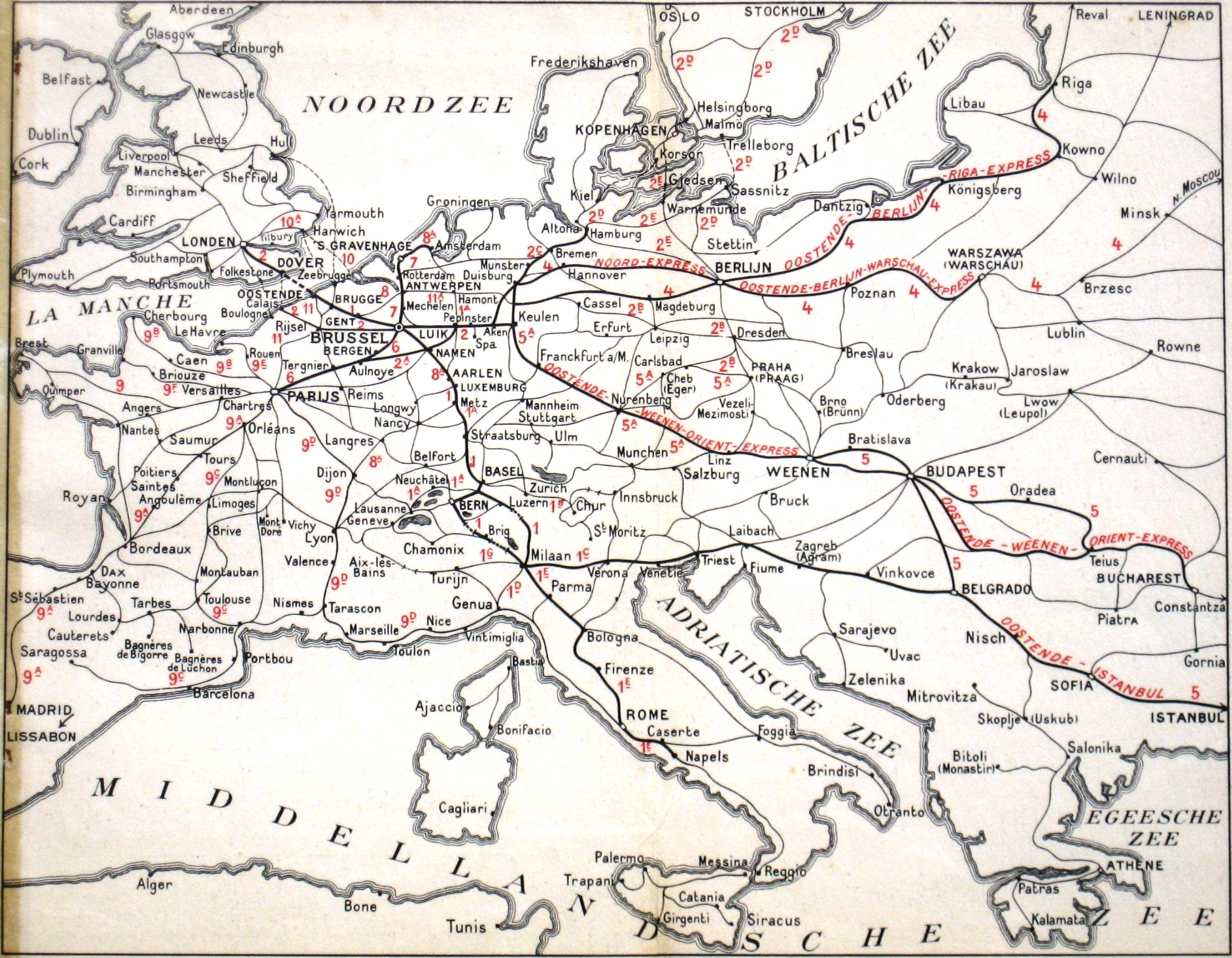
Réseau ferré international depuis la Belgique en 1933

## Systèmes de billetterie
Jusqu'aux années 1980, on utilisait un système de plaques de plomb avec lequel une impression était faite sur un petit carton rectangulaire rouge rosé. Il a été remplacé par un système autonome de billetterie Prodata, geré par ordinateur et basé sur un lecteur de disquettes. Le 8 décembre 1992, il a été remplacé par SABIN, un système basé sur un réseau informatique.